# Glińsko
Glińsko – wieś w Polsce położona w województwie wielkopolskim, w powiecie kościańskim, w gminie Śmigiel.

## Historia
Miejscowość była pierwotnie wsią związaną z Wielkopolską. Ma metrykę średniowieczną i istnieje co najmniej od początku XV wieku. Wymieniona została w łacińskim dokumencie datowanym na 1401 po obecną nazwą Glinsko, 1415 Glinikowo, 1495 Golynskie.
Początkowo wieś należała do Opola przemęckiego z siedzibą w Przemęcie, które było reliktem przedpaństwowej wspólnoty rodowo-terytorialnej, a w późniejszym okresie stało się administracyjnym podokręgiem kasztelanii.
Miejscowość była wsią szlachecką i należała do przedstawicieli lokalnej szlachty wielkopolskiej z rodu Glińskich, którzy od nazwy wsi utworzyli swoje odmiejscowe nazwisko, a także do Czackich oraz Cykowskich. W 1487 wieś leżała w powiecie kościańskim Korony Królestwa Polskiego. W 1510 należała do parafii Śmigiel.
Według pierwszych zapisów w latach 1401-1406 odnotowano jako właściciela Henryka Czackiego z Opola na Śląsku albo z Opalenia na Łużycach. W 1401 wraz z bratem Rydygierem oraz Janem Stopaczem z Mórkowa sprzedali sołectwo w Glińsku. Odnotowano przy okazji także w okolicy bór oraz młyn. Kolejny archiwalny dokument związany z wsią, datowany na 1401, mówi o tym, że Glińsko ma zapłacić karę 8 skudów sądowi i 8 skudów Synosze Wilkowskiej z powodu absencji na zebraniu opolnym (łac.„circa opole circa Wilkowo”). W 1405 Henryk Czacki toczy proces z mieszczaninem kościańskim Heidenreichem i ma stawić przed sądem sołtysa oraz ławników z Glińska. W 1406 przegrywa na rzecz drugiej strony proces o sołectwo w Glińsku.
W latach 1462–66 jako właściciel we wsi odnotowany został Sędziwój z Czacza. W 1465 właścicielem części Czacza i Glińska został Mikołaj z Bnina Stęszewski. W latach 1504–1505 jako właściciel notowany jest Baltazar Gliński Czacki. W 1504 sprzedał Andrzejowi Dobczyńskiemu folwark w Glińsku z 3 zagrodnikami osiadłymi oraz 2 zagrodnikami na gruntach opustoszałych za 40 grzywien z zastrzeżeniem prawa wykupu. W 1505 sprzedał on za 500 grzywien swojemu teściowi Jakubowi Goruńskiemu wieś Piotrowo w parafii Głuszyna koło Poznania oraz Świekotki. W 1505 Baltazar zapisał żonie Annie po 100 grzywien posagu oraz wiana na folwarku w Glińsku z trzemastawami, łąkami folwarcznymi na których gospodarowało trzech zagrodników osiadłych oraz z zagrodami opuszczonymi, a także połowę lasu zwanego Celiny czyli Złego Syna Kąt.
W 1513 wdowa po Sędziwoju Czackim Barbara, pani wienna w Czaczu oraz w Glińsku dała swe dobra oprawne Czacz i Glińsko Małgorzacie Czackiej córce Jana Ciołka Czackiego. W latach 1524–1570 właścicielem połowy Czacza oraz Glińska jest Jan Ciołek Czacki syn Baltazara. W 1524 dobra Czacz i Glińsko obciążono czynszem 4 grzywien na rzecz Marcina Szczodrowskiego z zastrzeżeniem prawa wykupu. W 1560 Piotr i Wojciech Czaccy oraz ich bratankowie Wojciech, Andrzej, Jan, Marcin, Stanisław i Kasper Czaccy dziedzice Czacza i Glińska wnoszą pozew do sądu przeciwko Janowi Ciołkowi Czackiemu dziedzicowi części dóbr Czacz i Glińsko podważając jego uprawnienia do tych dóbr z tytułu zastawu czy też sprzedaży oraz wnoszą o wykup tych dóbr z jego rąk, przy czym pozwany twierdzi, że jest właścicielem dziedzicznym tych części. W procesie obie strony przedłożyły liczne dokumenty własnościowe dotyczące wsi poczynając od roku 1407.
W 1569 Jan Cykowski sprzedał Wojciechowi Robaczyńskiemu za 2000 talarów srebrnych (wartości po 33 groszy każdy) swoje części w Glińsku. Przy okazji zawarcia umowy opisano majatki w okolicy położone po prawej stronie wielkiej drogi królewskiej biegnącej z Kościana do Śmigla, tj. 0,5 roli zwanej Szyba, 0,5 łana roli sołeckiej położonej przy tej roli, rolę zwaną Jechnikowska położoną przy roli sołeckiej, 0,5 łana roli sołeckiej nabytej od szlachcica Jana Glińskiego położonej pomiędzy rolami dwóch kmieci osiadłych w majątku Jana Czackiego Ciołka razem z opustoszałym siedliskiem, zagrodą i łąką, role zwaną Folugi ze stawem i zaroślami, swoje łąki po prawej stronie wielkiej drogi królewskiej ciągnące się w stronę łąk zwanej Celiny, dwór zwany Jechnikowska wraz z przynależnościami z wyjątkiem siedliska, z budynkami, zagrodą i łąką oraz domem, w którym mieszkał Piotr.
Wieś odnotowana została w rejestrach podatkowych. W 1510 w Glińsku odnotowano folwark, 1,5 łana sołeckiego, dwóch kmieci uprawiających po jednym łanie, a trzeci 9 prętów, karczmę, jednego zagrodnika, 4 łany opuszczone. W 1530 pobrano we wsi podatki z 2 łanów. W 1563 miał miejsce pobór z części należącej do Ciołka z 2 łanów, wiatraka dorocznego, jednego zagrodnika. W 1566 pobór odbył się z części Jana Czackiego Ciołka z 2 łanów kmiecych, wiatraka dorocznego. W 1581 pobrano podatki z części Macieja Niwskiego od 2 zagrodników, jednej komornicy, a z części należącej do Zofii Cykowskiej z Żegrowa pobrano podatek od 6 łanów, 2 zagrodników, 2 komorników, owczarza oraz od 30 owiec.
Wskutek II rozbioru Polski w 1793 wieś wraz z okolicą przeszła pod władanie Prus i jak cała Wielkopolska znalazła się w zaborze pruskim. W okresie Wielkiego Księstwa Poznańskiego (1815–1848) miejscowość wzmiankowana jako Glińsko należała do wsi większych w ówczesnym pruskim powiecie Kosten rejencji poznańskiej. Glińsko należało do okręgu śmigielskiego tego powiatu i stanowiło część majątku Koszanowo (niem. Kuschen), który należał wówczas do księżnej Joanny Katarzyny Acerenza Pignatelli. Według spisu urzędowego z 1837 roku Glińsko liczyło 148 mieszkańców, którzy zamieszkiwali 15 dymów (domostw).
W latach 1975–1998 miejscowość administracyjnie należała do województwa leszczyńskiego.